# Fortunato Baliani
Fortunato Baliani (né le 6 juillet 1974 à Foligno, dans la province de Pérouse, en Ombrie) est un coureur cycliste italien.

## Biographie
Fortunato Baliani passe professionnel en 1999 dans l'équipe Selle Italia de Gianni Savio, après y avoir été stagiaire à la fin des saisons 1997 et 1998. Il y reste jusqu'en 2002.
En 2000, il participe à son premier Tour d'Italie. Rarement victorieux mais souvent placé durant sa carrière, c'est sur cette épreuve qu'il s'illustre régulièrement. Il termine ainsi à trois reprises sur le podium du classement de la montagne.
C'est avec l'équipe Panaria qu'il remporte ses premières victoires professionnelles : la Subida al Naranco en 2006 et le Grand Prix de la ville de Camaiore en 2007.
En 2010, il termine à la troisième place finale de la Route du Sud grâce à sa troisième place lors du contre-la-montre en côte. Il rejoint en 2011 l'équipe D'Angelo & Antenucci-Nippo, avec laquelle il remporte notamment le Tour de Kumano au Japon.
En juin 2014, il met un terme à sa carrière de cycliste professionnel, sitôt achevé le Tour de Corée, terminé à la cinquième place.

## Palmarès
- 1992
  - 2e du championnat d'Italie sur route juniors
- 1996
  - 3e étape du Tour du Frioul-Vénétie julienne
  - 3e étape du Tour de Toscane espoirs
- 1997
  - Trophée Serafino Biagioni
- 1998
  - Giro delle Valli Aretine
  - La Ciociarissima
- 2000
  - 3e du Tour de Langkawi
- 2001
  - 2e du Tour du Maroc
- 2003
  - 3e du Grand Prix Fred Mengoni
- 2005
  - 2e du Grand Prix de la Forêt-Noire
  - 2e du Tour de Slovénie
  - 2e du Giro del Medio Brenta
  - 2e de Chieti-Casalincontrada-Block-Haus
  - 3e du Trophée Matteotti
- 2006
  - Subida al Naranco
- 2007
  - Grand Prix de la ville de Camaiore
- 2009
  - Tour de la province de Reggio de Calabre
  - 2e du Grand Prix Nobili Rubinetterie
- 2010
  - 2e du Tour de la communauté de Madrid
  - 3e de la Route du Sud
- 2011
  - Tour de Kumano :
    - Classement général
    - 2e étape

  - Classement général du Brixia Tour
- 2012
  - Tour du Japon :
    - Classement général
    - 4e étape

  - Tour de Kumano :
    - Classement général
    - 2e étape

  - 4e étape du Tour de Serbie
  - 2e de la Coppa Agostoni
- 2013
  - Classement général du Tour du Japon
  - 2e du Tour de Kumano
  - 3e du Mzansi Tour

## Résultats sur les grands tours

### Tour d'Italie
8 participations
- 2000 : 71e
- 2001 : 32e
- 2002 : abandon (7e étape)
- 2003 : 52e
- 2004 : 39e
- 2006 : 46e
- 2007 : 24e
- 2008 : 12e, vainqueur du classement Trofeo Fuga Cervelo et du classement des sprints intermédiaires

### Classements mondiaux
| Année            | 2005 | 2006 | 2007 | 2008 | 2009 | 2010 | 2011 | 2012 | 2013 | 2014 |
| ---------------- | ---- | ---- | ---- | ---- | ---- | ---- | ---- | ---- | ---- | ---- |
| UCI Africa Tour  |      |      |      |      |      |      |      |      | 76e  |      |
| UCI America Tour |      |      |      |      |      |      | 299e |      |      |      |
| UCI Asia Tour    |      |      |      |      |      |      | 52e  | 15e  | 10e  | 151e |
| UCI Europe Tour  | 27e  | 227e | 73e  | 321e | 65e  | 45e  | 28e  | 217e |      |      |
| UCI Oceania Tour | 25e  |      |      |      |      |      |      |      |      |      |